# ناتان دیویس
ناتان دیویس (زاده ۱۸۱۲–۱۸۸۲) (انگلیسی: Nathan Davis; ۱ ژانویهٔ ۱۸۱۲ – ۱ ژانویهٔ ۱۸۸۲) مؤلف (پدیدآور)، و نویسنده اهل پادشاهی متحد بریتانیای کبیر و ایرلند بود. او جهانگرد مسافری بریتانیایی و کاوشگری آماتور بود که به خاطر فعالیت‌های خود در محل کارتاژ مشهور است.